# 热尔迈讷
热尔迈讷（法語：Germaine，法語發音：[ʒɛʁmɛn]）是法国马恩省的一个市镇，属于埃佩尔奈区。

## 地理
热尔迈讷（49°6'52"N, 4°1'49"E）面积14.87 平方千米，位于法国大東部大區马恩省，该省份为法国东北部内陆省份，北起阿登省，西北接埃纳省，西南接塞纳-马恩省，南至奥布省，东南接上马恩省，东临默兹省。
与热尔迈讷接壤的市镇（或旧市镇、城区）包括：维莱阿勒朗、阿沃奈瓦勒多尔、方丹叙阿伊、米蒂尼、里伊拉蒙塔涅、圣伊莫热、塞尔米耶、塞尔沃城。

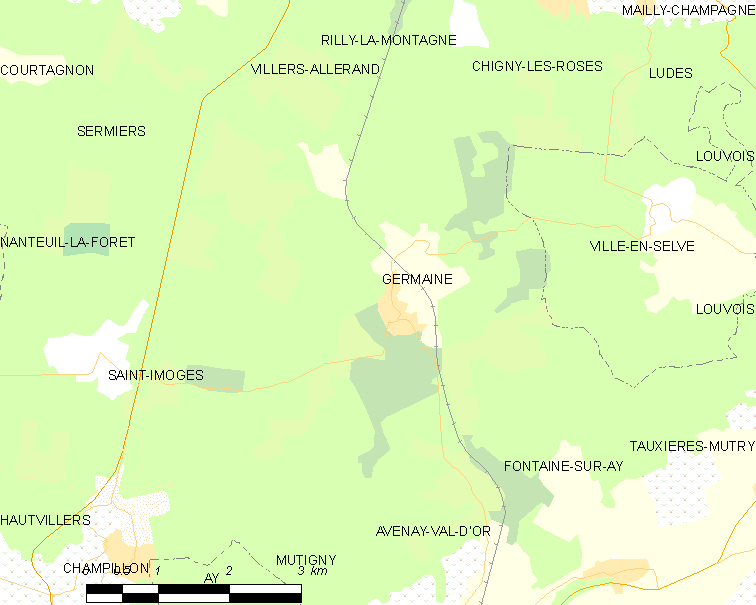
热尔迈讷的OSM定位图

热尔迈讷的时区为UTC+01:00、UTC+02:00（夏令时）。

## 行政
热尔迈讷的邮政编码为51160，INSEE市镇编码为51266。

## 政治
热尔迈讷所属的省级选区为埃佩尔奈第一县。

## 人口

1962-2008年间热尔迈讷人口变化图示

热尔迈讷于2022年1月1日时的人口数量为529人。